# 細呂木村
細呂木村（ほそろぎむら）は福井県坂井郡にあった村。現在のあわら市の北東部、北陸本線・細呂木駅の周辺にあたる。

## 地理
- 湖沼 ： 北潟湖

## 歴史
- 1889年（明治22年）4月1日 - 町村制の施行により、蓮浦村、細呂木村、橋屋村、樋山村、坂口村、柿原村、山十楽村、清王村、山西方寺村、高塚村、山室村、青野木村、宮谷村、滝村、指中村及び沢村の区域をもって、細呂木村が発足する。
- 1954年（昭和29年）10月5日 - 金津町、吉崎村、細呂木村、坪江村及び伊井村が合併して、改めて金津町が発足する。

## 交通

### 鉄道路線
- 日本国有鉄道
  - 北陸本線
    - 細呂木駅